# Diérese (filosofia)
O termo Diérese (do grego antigo: διαίρεσις, "divisão") é utilizado em filosofia para designar uma forma de categorização usada na lógica antiga (especialmente platônica) para sistematizar conceitos e produzir definições.
Para definir um conceito por meio da diérese, toma-se um conceito mais amplo, que é então dividido em dois ou mais subconceitos específicos. Este procedimento é repetido até que seja produzida uma definição para o conceito original. Além disso, este procedimento acaba também gerando uma taxonomia de outros conceitos, ordenados de acordo com suas relações de natureza geral>específico.
O introdutor da diérese como método de análise foi Platão. Mais tarde, outros lógicos (incluindo Aristóteles) e praticantes de outras ciências empregaram modos de classificação semelhantes, por exemplo para a taxonomia das plantas na botânica.
Embora a categorização ainda seja uma parte importante da ciência, a diérese foi progressivamente abandonada e agora tem interesse sobretudo histórico.